# Allan (cầu thủ bóng đá, sinh 1991)
Allan Marques Loureiro (sinh ngày 8 tháng 1 năm 1991), được biết đến nhiều hơn với tên Allan (phát âm tiếng Bồ Đào Nha: [aˈlɐ̃]), là một cầu thủ bóng đá người Brasil thi đấu ở vị trí tiền vệ cho câu lạc bộ Everton và đội tuyển quốc gia Brasil.

## Thống kê sự nghiệp

### Câu lạc bộ
Tính đến ngày 7 tháng 11 năm 2020
| Câu lạc bộ          | Mùa giải            | Giải đấu | Giải đấu | Cúp quốc gia | Cúp quốc gia | Châu Âu | Châu Âu | Tổng cộng | Tổng cộng |
| Câu lạc bộ          | Mùa giải            | Trận     | Bàn      | Trận         | Bàn          | Trận    | Bàn     | Trận      | Bàn       |
| ------------------- | ------------------- | -------- | -------- | ------------ | ------------ | ------- | ------- | --------- | --------- |
| Vasco da Gama       | 2009                | 13       | 0        | 0            | 0            | 0       | 0       | 13        | 0         |
| Vasco da Gama       | 2010                | 15       | 0        | 0            | 0            | 0       | 0       | 15        | 0         |
| Vasco da Gama       | 2011                | 19       | 0        | 10           | 0            | 7       | 1       | 36        | 1         |
| Vasco da Gama       | 2012                | 4        | 0        | 0            | 0            | 5       | 0       | 9         | 0         |
| Vasco da Gama       | Tổng cộng           | 51       | 0        | 10           | 0            | 12      | 1       | 73        | 1         |
| Udinese             | 2012–13             | 36       | 0        | 1            | 0            | 0       | 0       | 37        | 0         |
| Udinese             | 2013–14             | 33       | 0        | 4            | 0            | 4       | 0       | 41        | 0         |
| Udinese             | 2014–15             | 35       | 1        | 3            | 1            | 0       | 0       | 38        | 2         |
| Udinese             | Tổng cộng           | 104      | 1        | 8            | 1            | 4       | 0       | 116       | 2         |
| Napoli              | 2015–16             | 35       | 3        | 2            | 0            | 6       | 0       | 43        | 3         |
| Napoli              | 2016–17             | 29       | 1        | 2            | 0            | 8       | 0       | 39        | 1         |
| Napoli              | 2017–18             | 38       | 4        | 2            | 0            | 10      | 0       | 50        | 4         |
| Napoli              | 2018–19             | 33       | 1        | 2            | 0            | 12      | 0       | 47        | 1         |
| Napoli              | 2019–20             | 23       | 2        | 4            | 0            | 6       | 0       | 33        | 2         |
| Napoli              | Tổng cộng           | 168      | 11       | 12           | 0            | 42      | 0       | 212       | 11        |
| Everton             | 2020–21             | 7        | 0        | 1            | 0            | 0       | 0       | 8         | 0         |
| Tổng cộng sự nghiệp | Tổng cộng sự nghiệp | 330      | 12       | 31           | 1            | 58      | 1       | 419       | 14        |

### Quốc tế
Tính đến ngày 13 tháng 11 năm 2020
| Brasil    | Brasil | Brasil |
| Năm       | Trận   | Bàn    |
| --------- | ------ | ------ |
| 2018      | 2      | 0      |
| 2019      | 7      | 0      |
| 2020      | 1      | 0      |
| Tổng cộng | 10     | 0      |

## Danh hiệu
Vasco da Gama
- Copa do Brasil: 2011
- Campeonato Brasileiro Série B: 2009

Napoli
- Coppa Italia: 2019–20[4]

U20 Brazil
- FIFA U-20 World Cup: 2011

Brasil
- Copa América: 2019[5]